# Inimile lumii
Inimile Lumii (Hearts of the World) este un film mut regizat de David Wark Griffith în anul 1918. Filmul a avut rolul de a face propagandă Primului Război Mondial și de a schimba mentalitatea publicului american. Filmul a fost realizat la cererea exclusivă a Guvernului Britanic condus de David Lloyd George și s-a filmat atât în Marea Britanie cât și pe Frontul de Vest din Franța.

## Distribuție
- Lillian Gish - The Girl (Marie Stephenson)
- Robert Harron - The Boy (Douglas Gordon Hamilton)
- Dorothy Gish - The Little Disturber
- Ben Alexander - The Boy's Littlest Brother
- Noël Coward - The Man with the Wheelbarrow/A Villager in the Streets
- Sir Edward Grey
- Anne Harron - A Woman with Daughter
- John Harron - A Boy with a Barrel
- Mary Harron - A Wounded Girl
- Tessie Harron - A Refugee
- Lady Lavery - Nurse
- Jules Lemontier - A Stretcher Bearer
- Adolph Lestina - The Grandfather
- David Lloyd George
- Diana Manners - Nurse
- René Viviani
- Erich von Stroheim - A Hun

## Opinii
Actrița Lillian Gish:
"Hearts of the World" s-a bucurat de mare succes până la Armistițiu, când oamenii și-au pierdut interesul de a vedea filme de război. Filmul a inflamat audiența. Descrierea brutalității germane a atins absurdul. Oricând un german venea lângă mine, mă bătea sau lovea cu picioarele. Nu cred că domnul Griffith s-a iertat vreodată că a făcut acest film. Războiul este ticălos, nu un anume popor."

Unii istorici remarcau faptul că acest film dar și alte de acest gen au încurajat "ura isterică" față de inamic ceea ce a făcut să îngreuneze sarcina participanților la Tratatul de la Versailles.